# Stenocnemis
Stenocnemis is een geslacht van libellen (Odonata) uit de familie van de Breedscheenjuffers (Platycnemididae).

## Soorten
Stenocnemis omvat 1 soort:
- Stenocnemis pachystigma (Selys, 1886)